# Ghirano
Ghirano (Ghiràn in veneto ed in friulano occidentale, Mesopotamia nel mondo ) è una frazione del comune di Prata di Pordenone (PN). Sorge a 12 metri di altitudine alla confluenza tra i fiumi Meduna e Livenza. Il nome ha probabili radici germaniche (Ghiroinus) e potrebbe indicare il nome di un eventuale proprietario di questo territorio.

## Storia
Fondazione medievale. Le prime testimonianze documentate di una località abitata sulla confluenza tra i fiumi Meduna e Livenza è databile attorno al X secolo. Nel 908 la corte di Ghirano risulta donata al vescovo di Ceneda dal re longobardo Berengario assieme ad altri territori circostanti: il documento attesta che il paese è la località più antica del comune di Prata di Pordenone. Quest'area era in gran parte boschiva e in parte coltivata e rimase di proprietà dei vescovi probabilmente fino al XIII secolo, finché fu ceduta ai Conti di Prata, come pagamento per alcuni servizi di avvocatura.

Ghirano e i Conti Floridi. A un secolo dalla distruzione del castello dei Conti Prata (1419, ad opera della Repubblica di Venezia), a Ghirano si insediarono i Conti Floridi di Spilimbergo i quali acquistarono il feudo di Prata da Venezia(1514). I Floridi edificarono la loro residenza a Ghirano in prossimità delle vie d'acqua, seguendo quell'idea di urbanizzazione della campagna voluta dalla Dominante, che ne ridisegnava il paesaggio agrario esterno ai centri urbani e trovava nel rapporto con il luogo uno degli elementi fondamentali della sua originalità. La villa, costruita a cavallo del XVI secolo denota, nonostante i rimaneggiamenti successivi, l'influenza dell'architettura veneta: la suddivisione planimetrica tripartita, grazie alla geometria delle aperture e egli apparati decorativi, trova una relazione formale con la facciata. Il corpo principale era delimitato, a nord, dai fabbricati rustici e dalla chiesetta dedicata a San Michele, rivolta verso lo "stradon" che, partendo dalla villa, raggiungeva l'imbarcadero di Tremeacque. Il 18 ottobre 1870, con Regio Decreto n°5980, viene concesso da Vittorio Emanuele II di staccarsi dal comune di Brugnera e di unirsi a Prata di Pordenone.
Durante la Grande Guerra (1915-1918), il paese è stato sede di un aviocampo militare austrogermanico, situato in località Tremeacque alla confluenza dei fiumi Meduna e Livenza come dimostrato dalle fotografie aeree originali pubblicate nel libro di Giacinto Bevilacqua "Schegge di Grande Guerra" (Associazione culturale altoliventina XX Secolo).
Il 2 marzo 1918 vi erano 13 hangar di tela ed un hangar in tela a pianta rettangolare più grande. Era sede delle Flik 49, Flik 51J e Flik 61J.

## Monumenti e luoghi d'interesse
Chiesa Parrocchiale e Campanile. Il campanile di Ghirano, costruito nel 1950, svetta armonioso sulla pianura ed è visibile da molti chilometri. Sorge accanto alla chiesa parrocchiale, dedicata ai santi Pietro e Paolo, costruita sull'area della vecchia chiesetta di San Francesco. All'interno si possono ammirare prestigiosi altari attribuiti a mastri pittori della zona. Il pezzo forte tuttavia è l'organo De Lorenzi, collocato nella cantoria sopra la porta maggiore.

El Bosc.
Le prime documentazioni relative alla presenza di boschi nella pianura tra il Livenza e l'Isonzo risalgono al geografo greco Strabone, il quale narra di un'ampia foresta chiamata Lupanica che ricopriva l'intero territorio. Successivamente l'intervento dell'uomo ne modificò la struttura, attraverso gli interventi di disboscamento in favore dei pascoli e dell'agricoltura. Nel 908 l'imperatore Berengario, già duca del Friuli, donò al vescovo di Ceneda la silvam de Girano. Nel 996 nel diploma di Ottone III si parla di una grande foresta che ricopriva il territorio anche lungo il Meduna fino alla sua confluenza con il Livenza. Altri documenti del XIII secolo citano il Nemus Faedi in destra Meduna e il Nemus Altum Girani che doveva giungere fino a Villanova. Durante la sua dominazione la Repubblica di Venezia aveva stabilito con apposite leggi il vincolo e la cura dei boschi, in particolare quelli che producevano piante adatte alle costruzioni navali. Caduta la Serenissima, il bosco continuò a regredire e agli inizi nell'800 già si rileva l'esistenza di esemplari isolati ai margini delle strade o agli incroci. Tuttavia il ricordo di questo bosco rimane nella toponomastica locale con Via Casali Bosco, via Barsè e via Nogherate. In località Bosco era possibile ammirare la Grande Quercia, ultimo baluardo ai cui piedi è stato eretto un capitello contenente una Madonna con Bambino adornata di rose, a cura dell’artista Giuseppe “Peppino” Restiotto. Colpita in passato da un fulmine che ha lasciato una larga e profonda ferita lungo il tronco, la quercia è stata benevole testimone della crescita del paese fino alla sua definitiva caduta, a seguito di un violento nubifragio che ha interessato la zona nel mese di luglio del 2023.

## Economia
L'economia del paese si basa sull'agricoltura (principalmente mais, soia e vigneti) ma soprattutto sul settore secondario, grazie alla presenza di molteplici attività produttive del circuito detto "del Mobile", nato negli anni cinquanta in seguito al rientro degli emigrati. Di notevole importanza è la spinta che il Mobilificio Durante ha dato all'industria locale sin dalla sua fondazione. All'interno dell'azienda trovarono occupazione moltissimi giovani sia del paese che delle zone limitrofe.

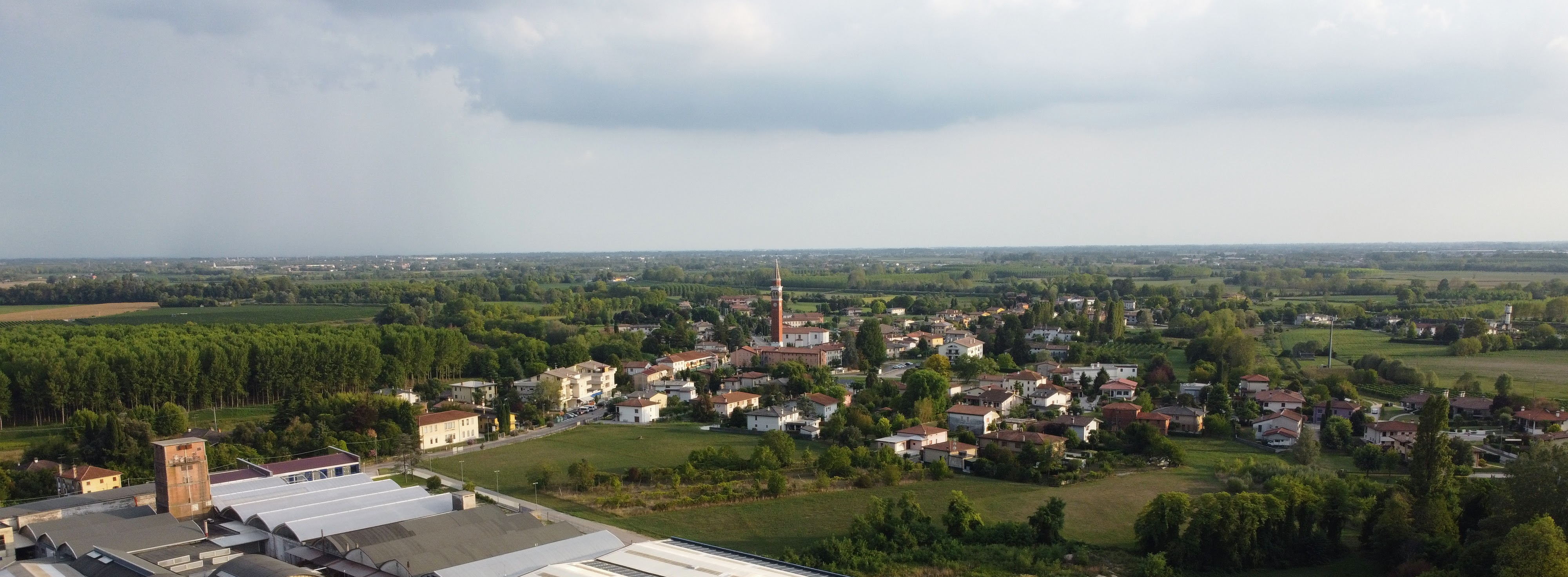
Panorama di Ghirano da nord

Nel 1947, al termine della seconda guerra mondiale, molti giovani partirono da Ghirano e da altre località circostanti alla volta delle miniere di carbone in Belgio a causa delle gravi condizioni economiche in cui versava la zona dopo il conflitto. Una volta rientrati fondarono presso Prata di Pordenone il Museo della Miniera, in cui raccolsero e misero in mostra i loro attrezzi e le fotografie dell'epoca. Tuttora il museo è visitabile contattando la sede municipale.

## Eventi

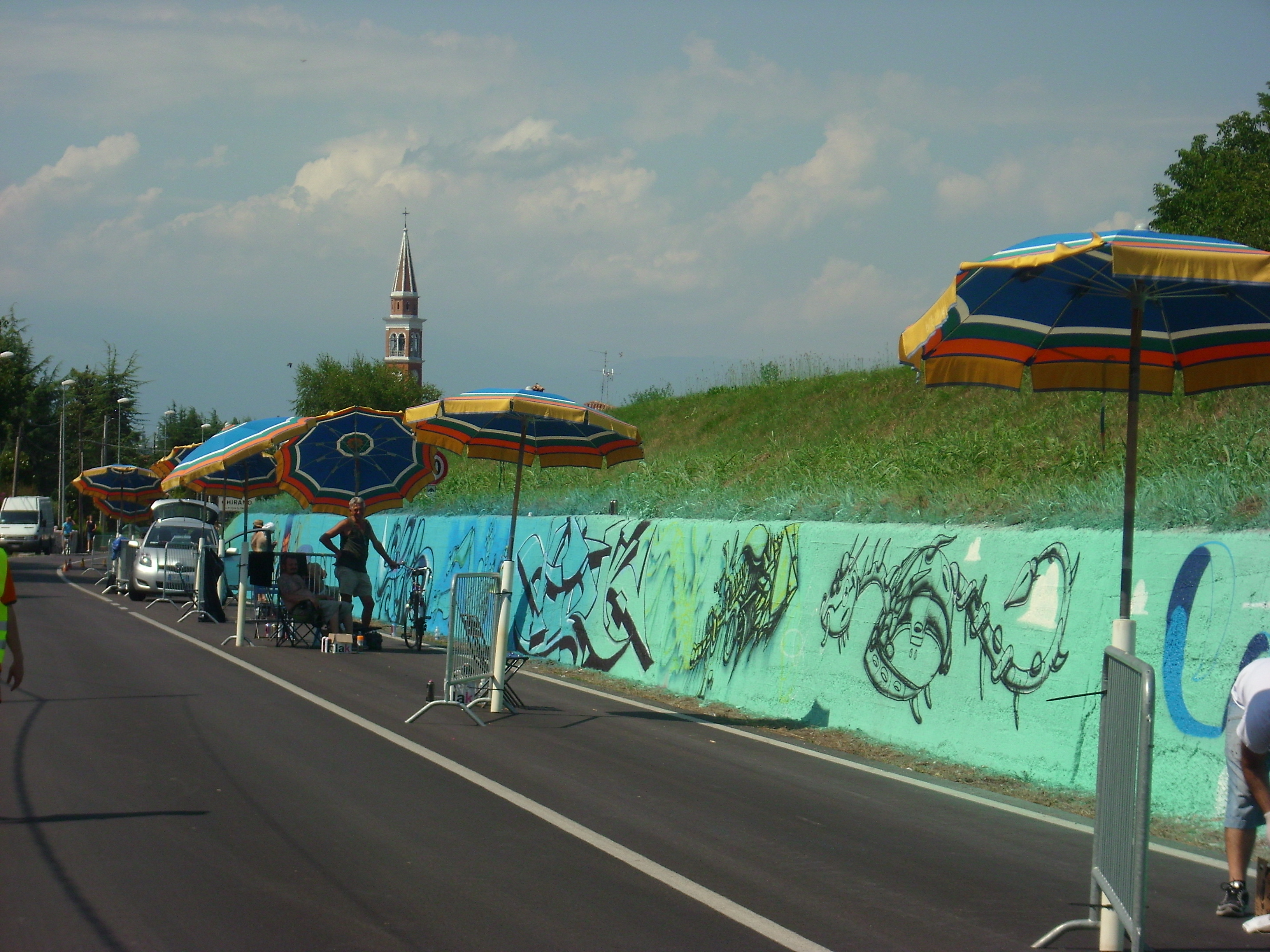
I graffiti in località Tremeacque

Dal 2011 al 2013 presso Villa Floridi e per tutta la lunghezza di Via Tremeacque è stata organizzata la convention di street art Energy Fest. 
Come da abitudine locale ogni 5 gennaio viene allestito il Panevin.
La Sagra del Baccalà di Ghirano è una tradizionale festa popolare che si tiene annualmente l'ultimo fine settimana di settembre e i primi due di ottobre. L'evento celebra il baccalà, piatto tipico della cucina veneta, e richiama visitatori da tutta la regione. La manifestazione, nata negli anni settanta, si distingue per la preparazione di ricette a base di baccalà secondo tradizioni culinarie locali, accompagnate da vini del territorio. Oltre alla gastronomia, la sagra propone intrattenimenti musicali, mercatini artigianali e attività per famiglie, consolidandosi come un appuntamento immancabile per la comunità e un'importante occasione di promozione del patrimonio culturale e culinario della zona.

## Galleria d'immagini

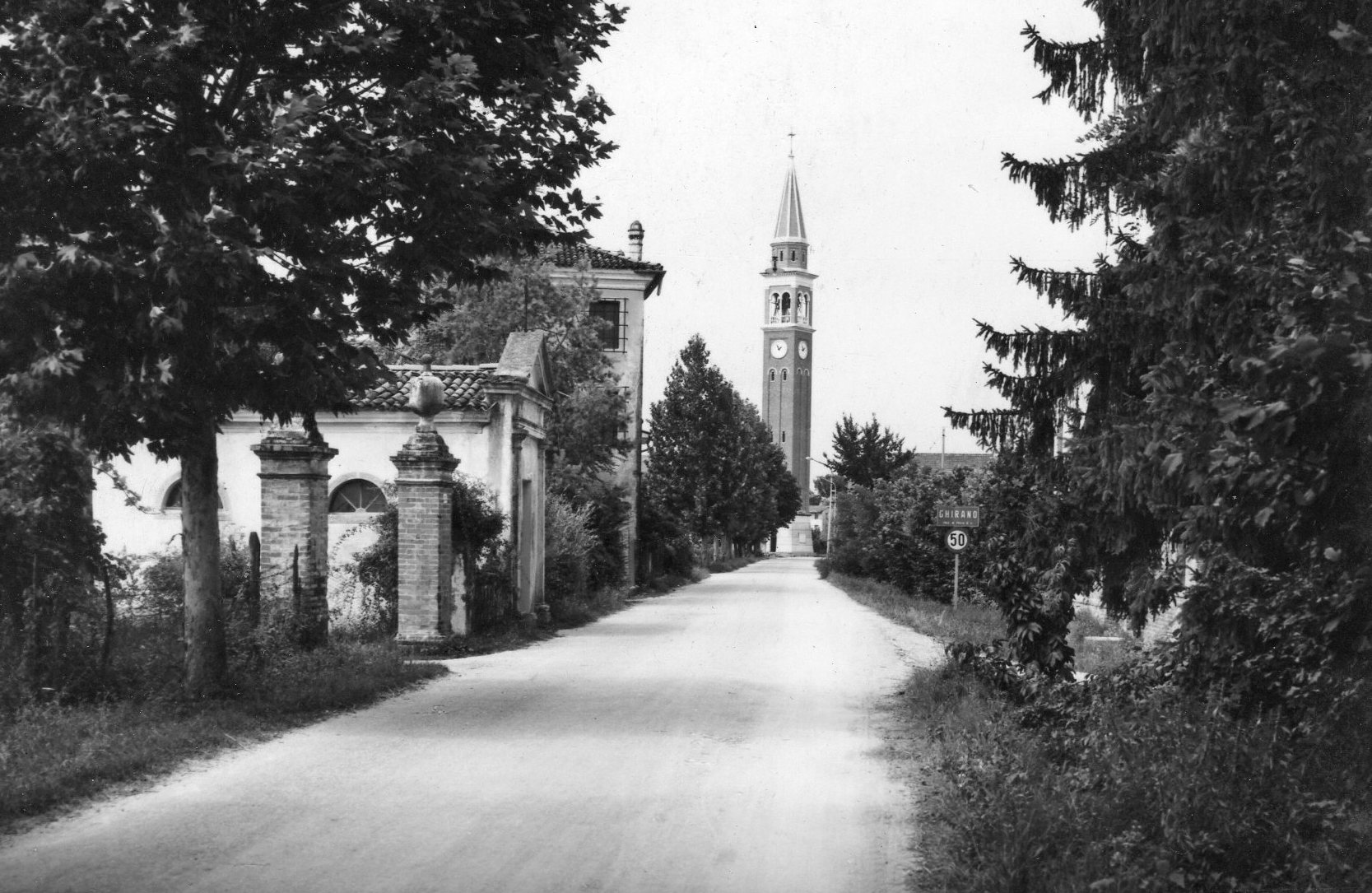
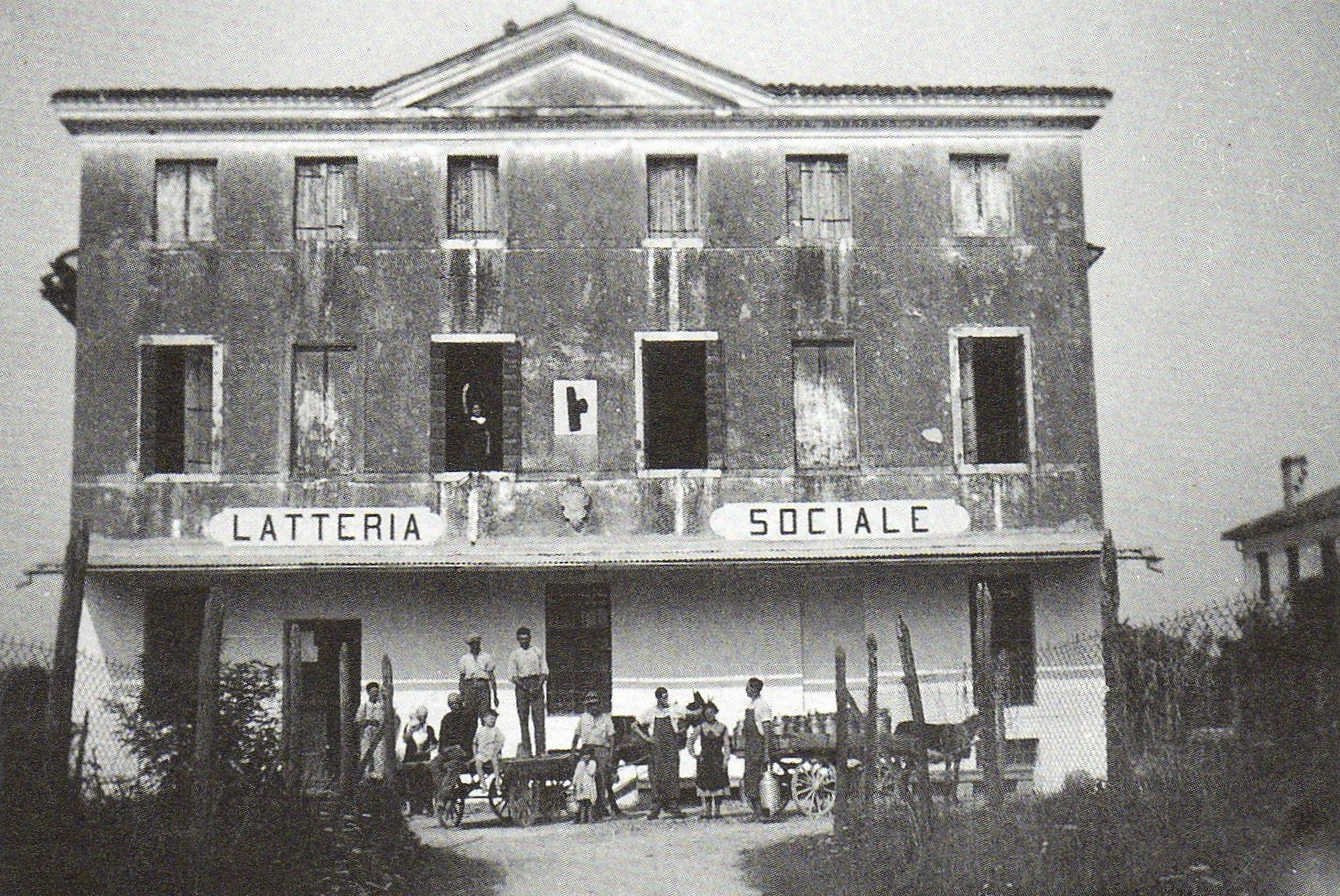
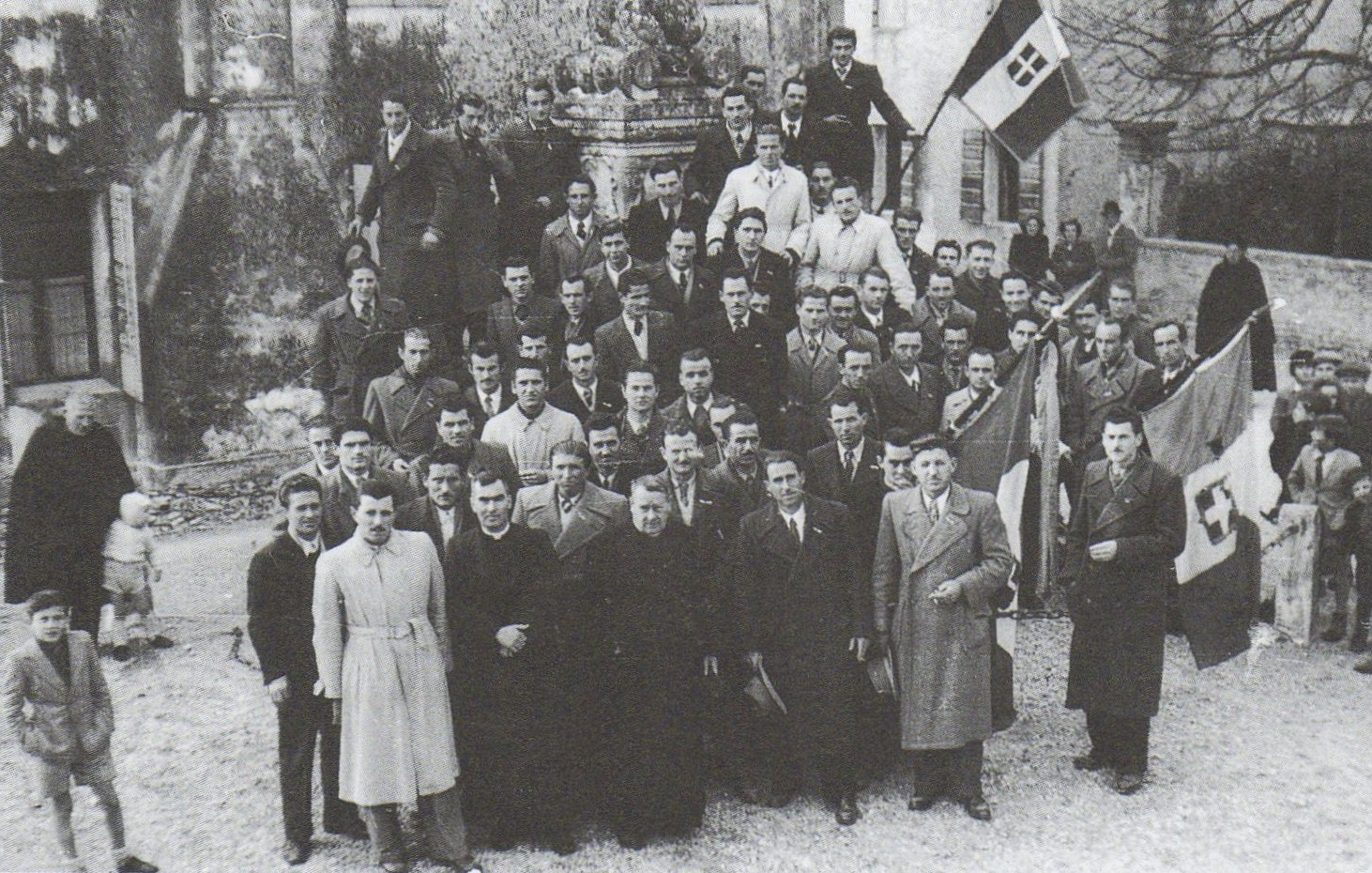
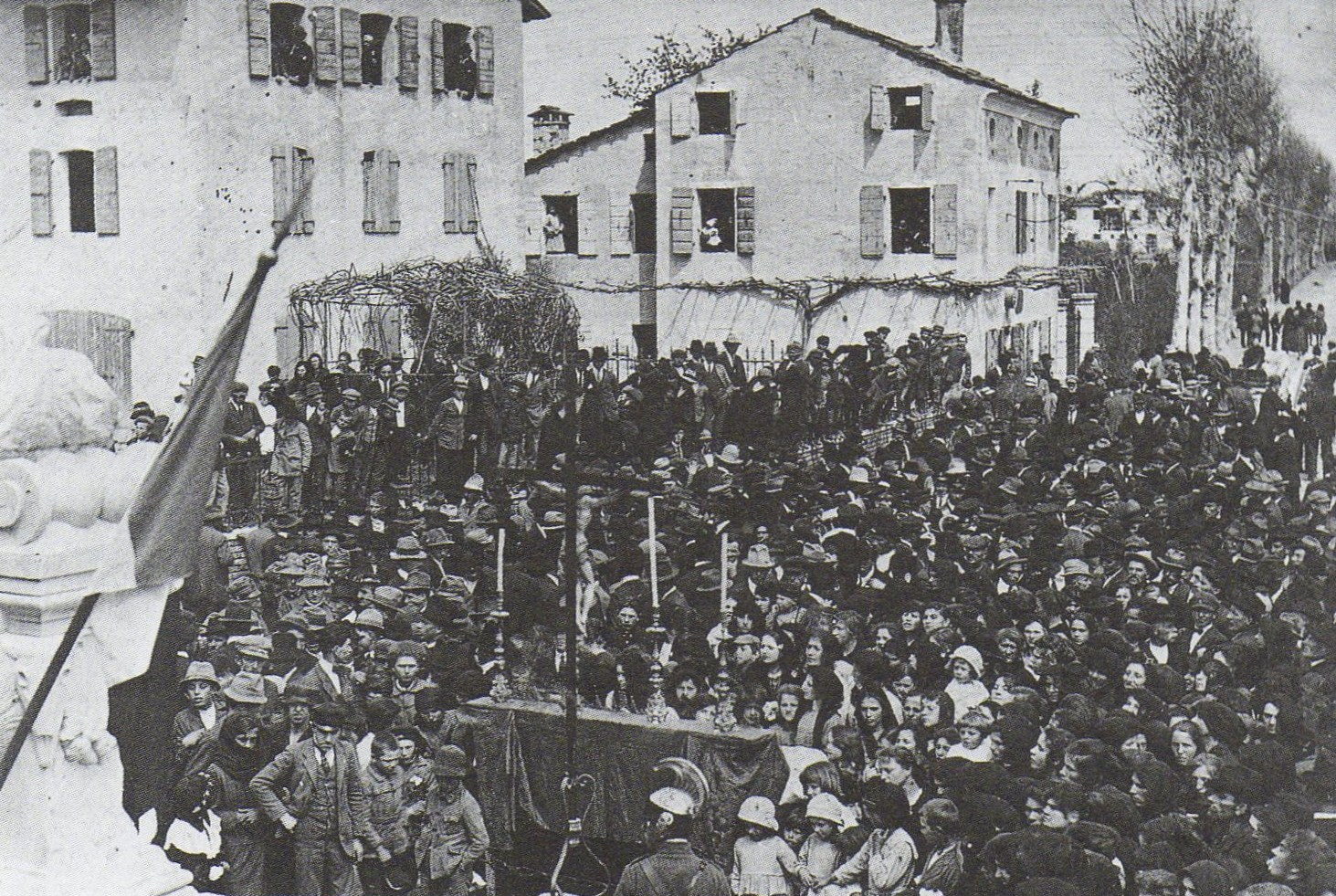
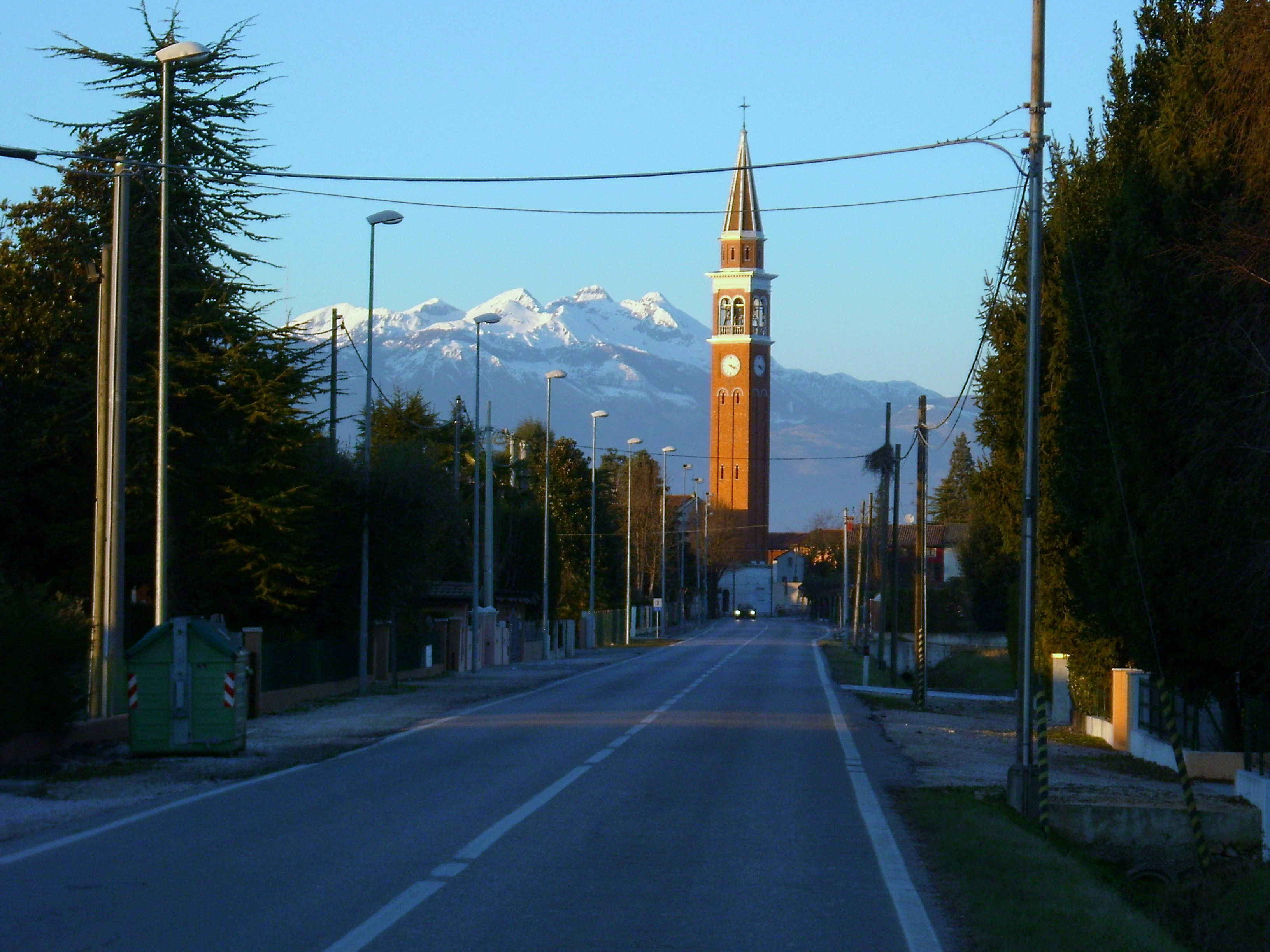
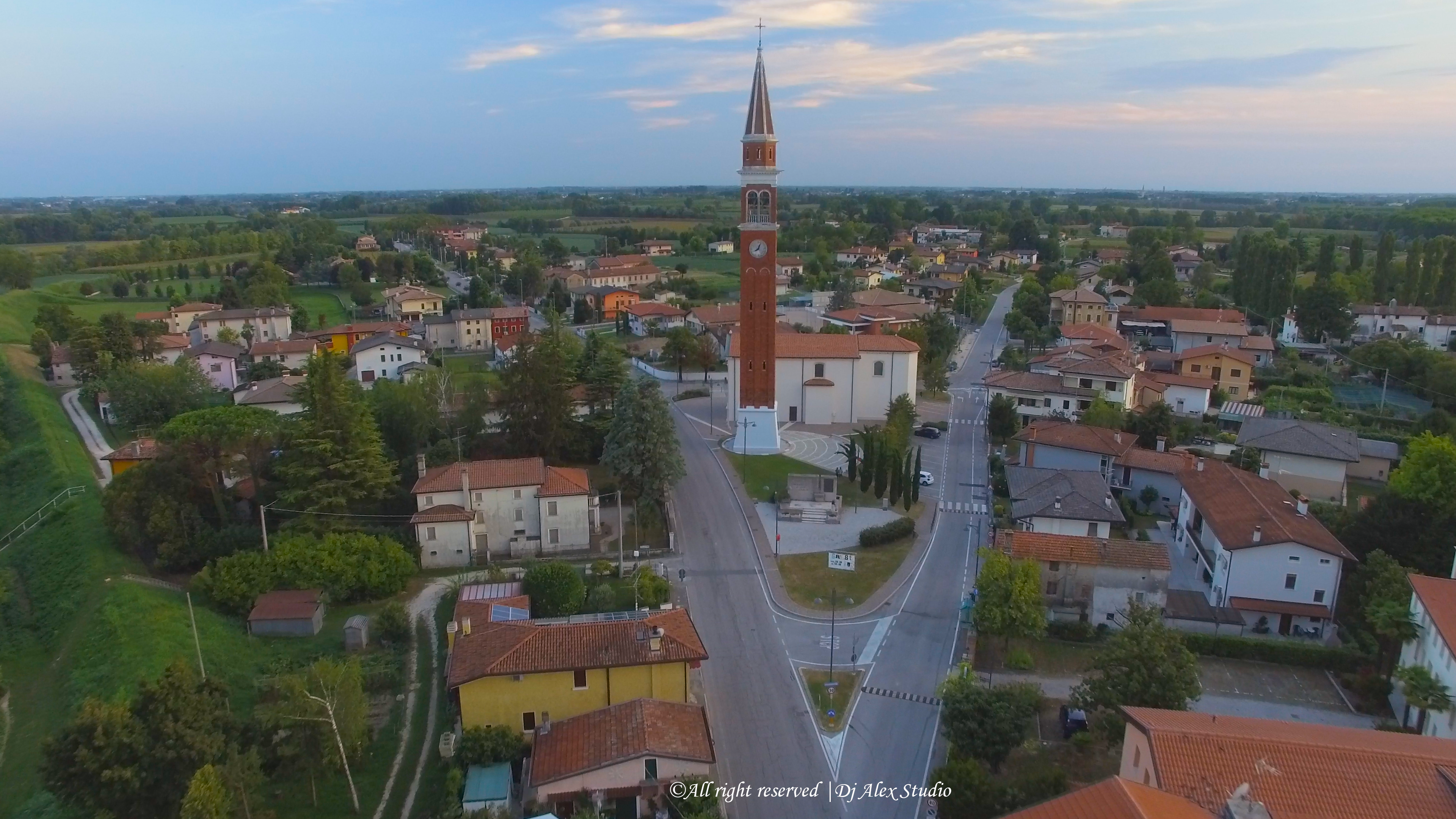

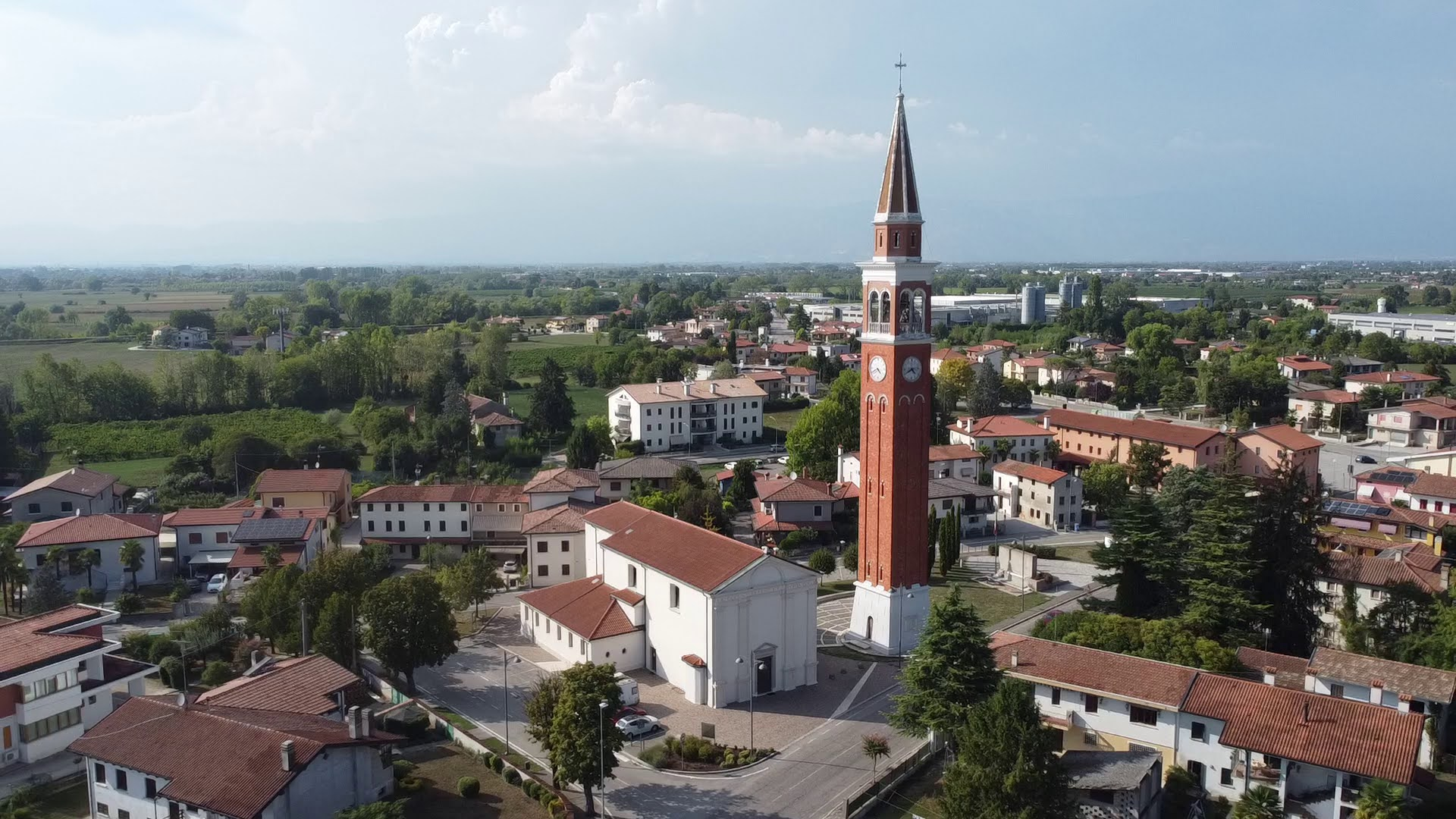
Visuale aerea della Chiesa dei SS Pietro e Paolo di Ghirano